# Biały Wag (rzeka)
Biały Wag (słow. Biely Váh, węg. Fehér Vág, niem. Weisse Waag) – niewielka, górska rzeka w północnej Słowacji, w dorzeczu Dunaju. Jeden z dwóch źródłowych cieków Wagu.
Źródła w Tatrach Wysokich. Powstaje na wysokości ok. 1220 m n.p.m., na zachód od Szczyrbskiego Jeziora, w miejscu zwanym Białym Wagiem z połączenia dwóch potoków: Wielkiego Złomiskowego Potoku (płynącego z Doliny Ważeckiej pod Krywaniem i uznawanego przez źródła słowackie za ciek źródłowy Białego Wagu) i Furkotnego Potoku (płynącego z Doliny Furkotnej). Płynie na południe, następnie koło wsi Ważec skręca ku zachodowi. Na wysokości 663 m n.p.m., koło wsi Kráľova Lehota, łączy się z Czarnym Wagiem, tworząc Wag. Długość (wraz ze Złomiskowym Potokiem) 30,3 km.